# Półwysep Tarchankucki
Półwysep Tarchankucki – półwysep znajdujący się w północno-zachodniej części Półwyspu Krymskiego. 
Ma powierzchnię 1550 km², najbardziej na zachód wysuniętą częścią jest przylądek Tarchankut. Większą część półwyspu zajmuje Wyżyna Tarchankucka. Od północnego zachodu półwyspu znajduje się Zatoka Karkinicka, od południowego zachodu Zatoka Kalamicka.
Roślinność stepowa, w obniżeniach krzaczasta (czaharnyk). W obniżeniach terenu znajdują się również słone jeziora.
Na półwyspie znajdują się ślady po starożytnym osadnictwie greckim (najbardziej znana jest osada Kalos-Limen. Na przylądku Tarchankut znajduje się latarnia morska o wysokości 42 m.